# Günter Patoczka
Günter Patoczka (* 1. Februar 1956 in Gmunden; † 30. November 2015 in Ried im Innkreis) war ein österreichischer Maler und Bühnenbildner.

## Ausbildung und berufliche Tätigkeit
Der Künstler verbrachte seine Kindheit in Mettmach und studierte von 1973 bis 1977 am Mozarteum Bühnenbild, Kostüm und Theatermalerei. Nach seinem Diplom arbeitete er als Bühnenbildner unter anderem bei Günther Schneider-Siemssen, bei den Ruhrfestspielen in Recklinghausen, am Schauspielhaus Wien, am Grand Théâtre de Genève, an der Staatsoper München und beim Salzburger Marionettentheater. Ab 1984 war er freischaffender bildender Künstler.
Er wohnte zuletzt in Mehrnbach und war Mitglied der Berufsvereinigung der bildenden Künstler Oberösterreichs, der Innviertler Künstlergilde (seit 1985) und der Salzkammergutgilde (seit 1989). In den 2000er Jahren nahm er an mehreren Symposien teil.
Patoczka beschäftigte sich intensiv mit abstrakter Malerei auf Großbildformaten, entwickelte abstrakte Kleinbildserien zu diversen Themen und fertigte Federzeichnungen (Kubinesken) in verschiedenen Zusammenhängen an. Patoczka hatte zahlreiche Einzelausstellungen und Ausstellungsbeteiligungen im In- und Ausland.